# Маслов, Анатолий Иоасафович
Анато́лий Иоаса́фович Ма́слов (1884—1968) — русский и советский кораблестроитель, учёный и конструктор. Лауреат Сталинской премии первой степени.
Главный конструктор первых в СССР лёгких крейсеров проекта «26» типа «Киров», проекта «26-бис» типа «Максим Горький», проекта «68» типа «Чапаев» (1933—1945), разработчик проектов ряда других советских боевых кораблей (1931—1933). Заведующий кафедрой конструкции судов ЛКСИ, профессор кафедры строительной механики ЛКСИ (1946—1948). Вёл научную работу в области теории и практики судостроения, строительной механики корабля.

## Биография
Родился 12 (24) декабря 1884 год в Харькове (ныне Украина) в семье железнодорожного служащего.

### Служба в царской России
В 1902 году поступил на кораблестроительное отделение Морского инженерного училища Императора Николая I в Кронштадте, выдержав высокий конкурс — на поступление претендовало 13 человек на место. Анатолий Маслов на экзаменах получил самые высокие оценки и был первым в списке поступивших. 9 мая 1906 года Высочайшим приказом по Морскому Ведомству № 223 был произведён в корабельные гардемарины-судостроители. В 1907 году, после окончания морского училища, был произведён в подпоручики.
В январе 1908 года назначен в Санкт-Петербургский военный порт помощником строителя линкора додредноутного типа «Андрей Первозванный». В результате реформы казённых верфей переведён на Адмиралтейский завод помощником начальника технического проектного бюро. Принимал участие в расчётах элементов корпуса линкоров типа «Севастополь». Во время работ А. И. Маслова отметил известный кораблестроитель И. Г. Бубнов и впоследствии неоднократно привлекал молодого инженера к различным проектным работам. В июне 1909 года А. И. Маслов был назначен помощником строителя дредноутов «Гангут» и «Полтава».
С октября 1909 года по май 1913 года Маслов состоял штатным слушателем кораблестроительного отделения Николаевской Морской академии, был учеником знаменитого кораблестроителя А. Н. Крылова, который впоследствии так его характеризовал: «Отличные результаты конструкторской деятельности Маслова достигнуты благодаря тому, что он всегда умело сочетал практическую сторону проектирования кораблей с научной разработкой различных вопросов, возникающих при проектировании кораблей». Параллельно с учёбой в академии Маслов продолжал работу на Адмиралтейском заводе, принимая участие в работах по линейным крейсерам класса «Измаил»
В 1913 году по представлению профессора И. Г. Бубнова Маслов был приглашён в Политехнический институт для преподавания курса строительной механики корабля и теории упругости. Преподавательскую деятельность Маслов совмещал с работой на Адмиралтейском заводе. В январе 1914 года Маслов под руководством И. Г. Бубнова разработал общий проект линейного корабля «Император Николай I», а позднее — проект линкора с 16" артиллерией по техническим заданиям Морского Генерального штаба.
С мая 1913 по апрель 1917 года А. И. Маслов состоял помощником начальника проектного технического бюро Адмиралтейского завода. Способности А. И. Маслова неоднократно отмечались Главным управлением кораблестроения. В начале 1914 года, в период подготовки к созданию проектного бюро ГУК, его планировали назначить начальником Первого отдела кораблестроительного управления (проектирование линейных кораблей), однако начавшаяся Первая мировая война потребовала строить корабли. В 1916 году под его руководством были построены три заградителя типа «Демосфен» и десять сторожевых кораблей типа «Кобчик». 6 декабря 1916 года Маслов был произведён в подполковники.

### В советский период
С апреля 1917 по октябрь 1918 года А. И. Маслов — главный корабельный инженер Балтийского завода. С 1919 года работал на Севастопольском морском заводе, с 1922 года в судостроительном отделе Главметалла ВСНХ в Москве.
С 1925 по 1931 годы Маслов работал в Ленинграде в Государственном судостроительном тресте «Судотрест», в 1925 году был назначен первым руководителем Центрального бюро по морскому судостроению (ЦБМС), которое в 1928 году было реорганизовано в Государственную контору по проектированию судов «Судопроект».
В 1931—1933 годах занимался проектированием сторожевых кораблей и тральщиков типа «Заряд», «Стрела», «Шпиль», корпусов для лидеров типа «Ленинград». В 1932 году опубликовал работу «За революционные темпы и методы внедрения электросварки в судостроении» и начал первым на практике использовать сварку вместо клёпки в корпусных конструкциях крейсеров.
В 1933—1945 годах — главный конструктор первых в СССР лёгких крейсеров проекта «26» типа «Киров», проекта «26-бис» типа «Максим Горький», проекта «68» типа «Чапаев» (вступил в строй после войны).

Корабли конструктора А. И. Маслова
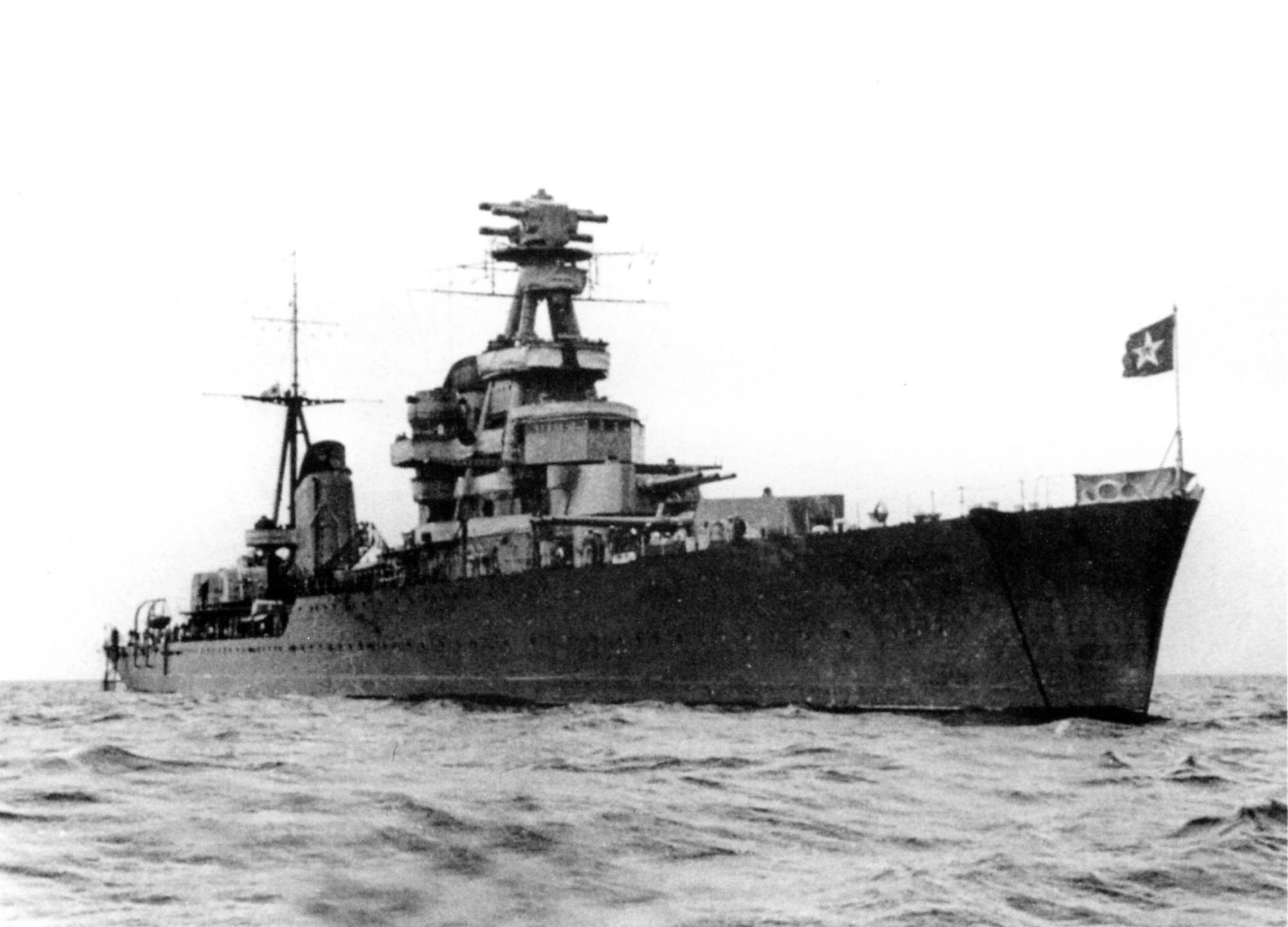
Крейсер «Киров»
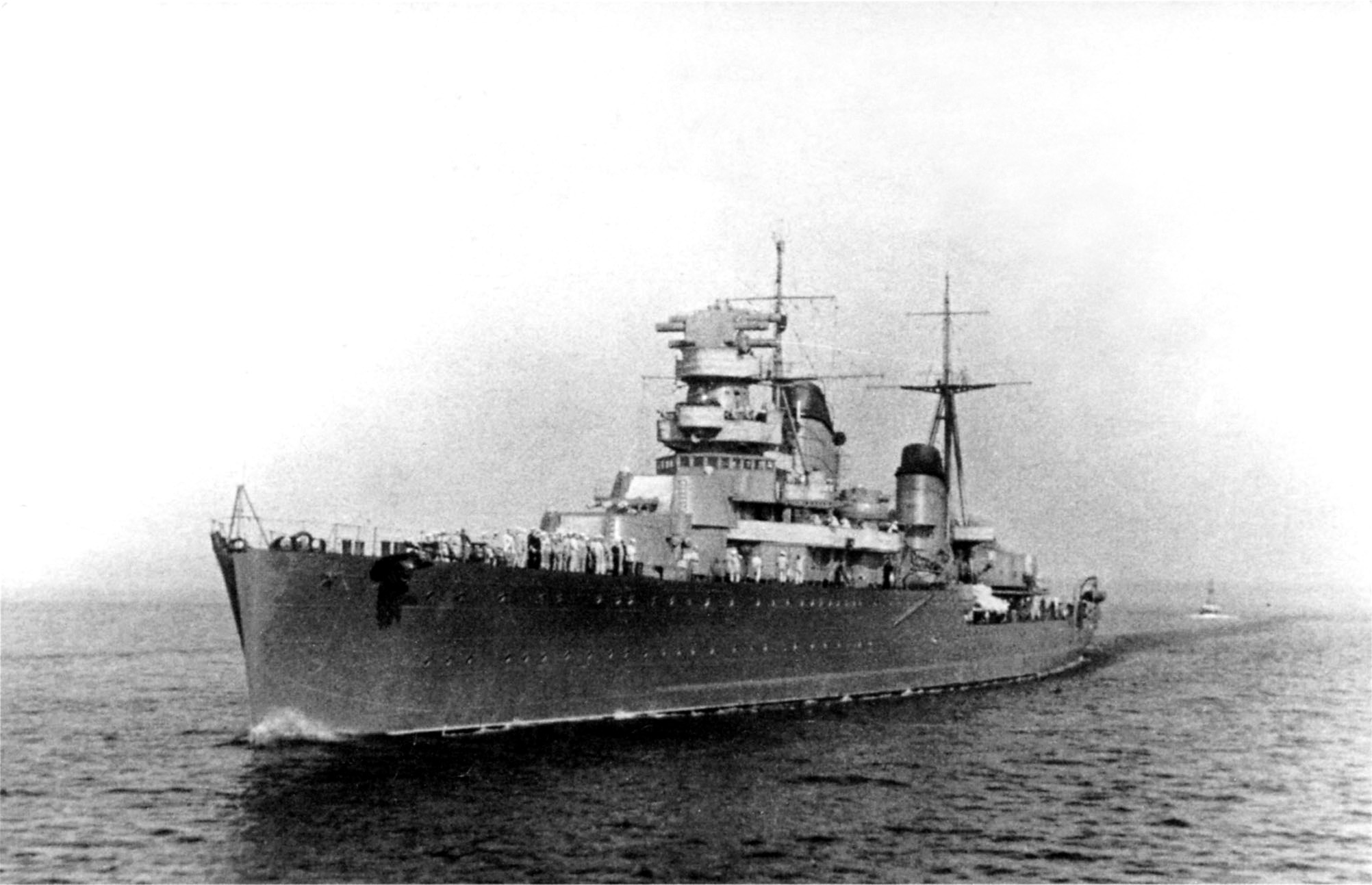
Крейсер «Максим Горький»
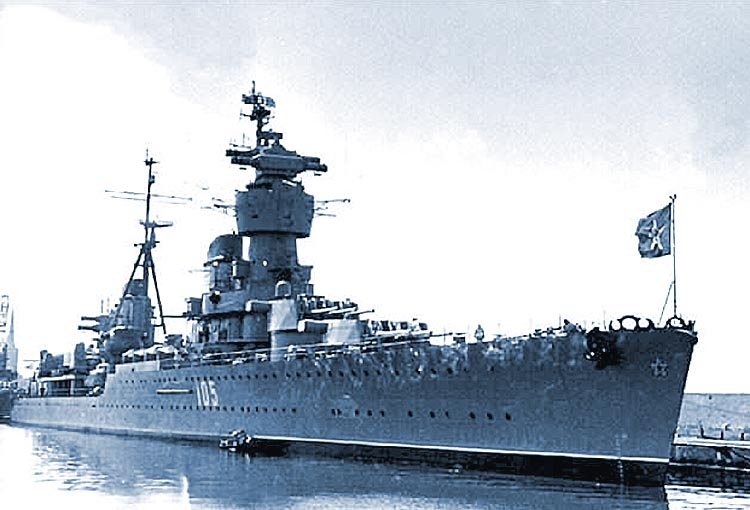
Крейсер проекта 68

10 апреля 1942 года А. И. Маслову за разработку проектов боевых кораблей было присвоено звание лауреата Сталинской премии первой степени, а в мае 1944 года — учёная степень доктора наук без защиты диссертации. В том же году вступил в ВКП(б), был назначен старшим научным сотрудником, консультантом в Центральный НИИ имени академика А. И. Крылова, одновременно заведовал кафедрой конструкции судов Ленинградского кораблестроительного института, в 1946—1948 года был профессором кафедры строительной механики ЛКИ. Вёл научную работу в области судостроения. Доктор технических наук.
Академик Ю. А. Шиманский так характеризовал работу учёного и кораблестроителя: «Маслов является одним из выдающихся специалистов в области кораблестроения и пользуется большим авторитетом среди советских кораблестроителей в различных вопросах теории и практики кораблестроения. Большая часть трудов А. И. Маслова относится к научной разработке ряда новых вопросов строительной механики корабля».
Умер 6 декабря 1968 года. Похоронен в Ленинграде на Красненьком кладбище Санкт-Петербурга.

## Награды и премии
- Сталинская премия первой степени (10 апреля 1942) — за разработку проектов боевых кораблей[7]
- орден Ленина[1]
- два ордена Трудового Красного Знамени (в том числе 10 июля 1946)[1]

## Семья

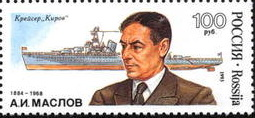
А. И. Маслов — главный конструктор крейсера «Киров»

Маслов Анатолий Иоасафович был женат. Его сын Лев Анатольевич, родился 15 (28) мая 1914 года в Царском селе, доктор технических наук, профессор. В 1945—1960 работал в ЦНИИ министерства судостроительной промышленности. В 1965—1975 член и председатель Экспертной комиссии по судостроению ВАК СССР.

## Память
- В 1993 году была выпущена серия почтовых марок «Русские кораблестроители. К 300-летию Российского флота». Одна из марок, номиналом 100 рублей, была посвящена А. И. Маслову. На марке Анатолий Иосафович Маслов изображён на фоне крейсера «Киров»[10].
- 7 февраля 2020 года Банк России выпустил в обращение памятную монету номиналом 25 рублей «Конструктор оружия А. И. Маслов» из серии «Оружие Великой Победы» (конструкторы оружия) с изображением лёгкого крейсера проекта 26 «Киров»[11];